# Стилба
Стилба или Стилбо е нимфа, персонаж от древногръцката митология. Дъщеря е на Пеней и Креуса. Майка е от Аполон на Лапит и Кентавър, а също и на Еней. Според друга версия е дъщеря на Океан и Тетия. Според една от версиите е родила от Хермес Автолик.